# Alfredo Chaves
Alfredo Chaves is een gemeente in de Braziliaanse deelstaat Espírito Santo. De gemeente telt 14.585 inwoners (schatting 2009).